# Endura Racing
Endura Racing ist ein ehemaliges britisches Radsportteam.
Die Mannschaft wurde 2010 gegründet und nahm als Continental Team an den UCI Continental Circuits teil. Manager war Brian Smith, der von den Sportlichen Leitern Julian Winn und Alex Sans Vega unterstützt wurde. Die Mannschaft wurde mit Fahrrädern der Marke Giant ausgestattet.
Das Team wurde zum Jahr 2013 mit dem Team NetApp zum Team Netapp-Endura fusioniert.

## Saison 2012
Die UCI gab am 26. Januar 2012 bekannt, dass das Team als eines von drei europäischen Continental Teams aufgrund seiner Platzierung in einem fiktionalen Ranking zu Saisonbeginn Startrecht zu allen Rennen der zweiten UCI-Kategorie der UCI Europe Tour 2012 hat.

### Erfolge in der UCI Europe Tour
Bei den Rennen der UCI Europe Tour im Jahr 2012 gelangen dem Team nachstehende Erfolge.
| Datum            | Rennen                                              | Kat. | Sieger                 |
| ---------------- | --------------------------------------------------- | ---- | ---------------------- |
| 9. Februar       | 1. Etappe Tour Méditerranéen                        | 2.1  | Jonathan Tiernan-Locke |
| 12. Februar      | 4. Etappe Tour Méditerranéen                        | 2.1  | Jonathan Tiernan-Locke |
| 9.–12. Februar   | Gesamtwertung Tour Méditerranéen                    | 2.1  | Jonathan Tiernan-Locke |
| 19. Februar      | 2. Etappe Tour du Haut-Var                          | 2.1  | Jonathan Tiernan-Locke |
| 18.–19. Februar  | Gesamtwertung Tour du Haut-Var                      | 2.1  | Jonathan Tiernan-Locke |
| 4. März          | Grand Prix de Lillers                               | 1.2  | Russell Downing        |
| 21. März         | 3. Etappe Tour de Normandie                         | 2.2  | Ian Wilkinson          |
| 22. März         | 5. Etappe Tour de Normandie                         | 2.2  | Erick Rowsell          |
| 6. April         | 1. Etappe Circuit des Ardennes                      | 2.2  | Russell Downing        |
| 29. April        | East Midlands International Cicle Classic           | 1.2  | Alexandre Blain        |
| 20. Mai          | 5. Etappe Tour of Norway                            | 2.1  | Russell Downing        |
| 26. Mai          | Tartu Grand Prix                                    | 1.1  | Rene Mandri            |
| 29. Juni         | 2. Etappe Czech Cycling Tour                        | 2.2  | Zakkari Dempster       |
| 12. Juli         | Prolog Grande Prémio Internacional de Torres Vedras | 2.2  | Iker Camaño            |
| 26. Juli         | 2. Etappe Tour Alsace                               | 2.2  | Jonathan Tiernan-Locke |
| 28. Juli         | 4. Etappe Tour Alsace                               | 2.2  | Jonathan Tiernan-Locke |
| 25.–29. Juli     | Gesamtwertung Tour Alsace                           | 2.2  | Jonathan Tiernan-Locke |
| 9. August        | 3. Etappe Vuelta Ciclista a León                    | 2.2  | Rene Mandri            |
| 10. August       | 2. Etappe La Mi-Août en Bretagne                    | 2.2  | Ian Bibby              |
| 9.–16. September | Gesamtwertung Tour of Britain                       | 2.1  | Jonathan Tiernan-Locke |

### Zugänge – Abgänge
| Zugänge                | Team 2011                  | Abgänge          | Team 2012              |
| ---------------------- | -------------------------- | ---------------- | ---------------------- |
| Russell Downing        | Sky ProCycling             | Jack Bauer       | Garmin-Sharp           |
| Ian Bibby              | Motorpoint-Marshalls Pasta | David Clarke     | Node 4-Giordana Racing |
| Jonathan McEvoy        | Motorpoint-Marshalls Pasta | James Moss       | Node 4-Giordana Racing |
| Zakkari Dempster       | Rapha Condor-Sharp         | Maarten de Jonge | Raiko Stölting         |
| Jonathan Tiernan-Locke | Rapha Condor-Sharp         | Evan Oliphant    | Team Raleigh-GAC       |
| Dean Windsor           | Rapha Condor-Sharp         | Robert Hayles    | Karriereende           |
| Erick Rowsell          | Neoprofi                   | Chris Pritchard  | Unbekannt              |
|                        |                            | Callum Wilkinson | Unbekannt              |

### Mannschaft
| Name                   | Geburtstag         | Nationalität           | Team 2013              |
| ---------------------- | ------------------ | ---------------------- | ---------------------- |
| Jack Anderson          | 2. Juni 1987       | Australien             | Team Budget Forklifts  |
| Ian Bibby              | 20. Dezember 1986  | Vereinigtes Königreich | Madison Genesis        |
| Alexandre Blain        | 7. März 1981       | Frankreich             | Team Raleigh           |
| Iker Camaño            | 14. März 1979      | Spanien                | Team NetApp-Endura     |
| Zakkari Dempster       | 27. September 1987 | Australien             | Team NetApp-Endura     |
| Russell Downing        | 23. August 1978    | Vereinigtes Königreich | Team NetApp-Endura     |
| René Mandri            | 20. Januar 1984    | Estland                | EC Saint-Etienne Loire |
| Jonathan McEvoy        | 2. August 1989     | Vereinigtes Königreich | Team NetApp-Endura     |
| Robert Partridge       | 11. September 1985 | Vereinigtes Königreich | Team UK Youth          |
| Erick Rowsell          | 29. Juli 1990      | Vereinigtes Königreich | Team NetApp-Endura     |
| Scott Thwaites         | 12. Februar 1990   | Vereinigtes Königreich | Team NetApp-Endura     |
| Jonathan Tiernan-Locke | 26. Dezember 1984  | Vereinigtes Königreich | Sky ProCycling         |
| Paul Voß               | 26. März 1986      | Deutschland            | Team NetApp-Endura     |
| Alexander Wetterhall   | 12. April 1986     | Schweden               | Team NetApp-Endura     |
| Ian Wilkinson          | 14. April 1979     | Vereinigtes Königreich | Team UK Youth          |
| Dean Windsor           | 9. September 1986  | Australien             |                        |

## Platzierungen in UCI-Ranglisten
UCI America Tour
| Saison | Mannschaftswertung | Fahrerwertung     |
| ------ | ------------------ | ----------------- |
| 2010   | -                  | -                 |
| 2011   | 27.                | Jack Bauer (164.) |
| 2012   | -                  | -                 |

UCI Asia Tour
| Saison | Mannschaftswertung | Fahrerwertung       |
| ------ | ------------------ | ------------------- |
| 2010   | -                  | -                   |
| 2011   | 36.                | Ian Wilkinson (76.) |
| 2012   | -                  | -                   |

UCI Europe Tour
| Saison | Mannschaftswertung | Fahrerwertung               |
| ------ | ------------------ | --------------------------- |
| 2010   | 96.                | Robert Partridge (654.)     |
| 2011   | 26.                | Alexandre Blain (94.)       |
| 2012   | 6.                 | Jonathan Tiernan-Locke (3.) |

UCI Oceania Tour
| Saison | Mannschaftswertung | Fahrerwertung       |
| ------ | ------------------ | ------------------- |
| 2010   | 4.                 | Jack Bauer (4.)     |
| 2011   | 13.                | Jack Anderson (40.) |
| 2012   | -                  | -                   |